# Desert Blue
Desert Blue es una película cómica/dramática dirigida por Morgan J. Freeman y protagonizada por Brendan Sexton III, Kate Hudson, Christina Ricci, Casey Affleck, Sara Gilbert y John Heard. El rodaje se llevó a cabo en Goldfield, Nevada.
La historia se centra en una joven estrella de Hollywood (Hudson) que es "abandonada" en un pequeño pueblo desértico mientras viajaba por la carretera con su padre. Allí, comienza a conocer a los excéntricos residentes del pueblo, incluyendo uno (Ricci) cuyo pasatiempo es hacer bombas caseras y otro (Sexton) que está tratando de llevar a cabo el sueño de su padre construyendo un parque acuático en el desierto.

## Reparto
en orden de créditos:
- Casey Affleck .... Pete Kepler
- Brendan Sexton III .... Blue Baxter
- Kate Hudson .... Skye Davidson
- Christina Ricci .... Ely Jackson
- John Heard .... Prof. Lance Davidson
- Ethan Suplee .... Cale
- Sara Gilbert .... Sandy
- Isidra Vega .... Haley Gordon
- Peter Sarsgaard .... Billy Baxter
- Fred Schneider .... KBLU Radio DJ (voz)
- Liev Schreiber .... Mickey Moonday (voz)